# Tazza Maltija 2012-2013
La Tazza Maltija 2012-2013 è stata la 76ª edizione della coppa nazionale maltese. La competizione è iniziata il 5 settembre 2012 ed è terminata il 22 maggio 2013. Gli Hibernians hanno vinto la coppa per la decima volta, battendo in finale il Qormi.

## Primo turno
Le partite si sono giocate tra il 5 e l'11 settembre 2012.
| Squadra 1          | Risultato   | Squadra 2               |
| ------------------ | ----------- | ----------------------- |
| Xghajra Tornadoes  | 0 - 5       | Mtarfa                  |
| St. Lawrence Spurs | 0 - 2       | Senglea Athletic        |
| Sannat Lions       | 2 - 0       | Kalkara                 |
| Mdina Knights      | 1 - 2 (dts) | Swieqi Utd              |
| St. Lucia          | 0 - 3       | S.K. Victoria Wanderers |
| Kerċem Ajax        | 4 - 2       | Għajnsielem             |
| Ghaxaq             | 1 – 2       | Marsa                   |
| Qala St. Joseph    | 0 – 5       | Xewkija Tigers          |
| Qrendi             | 1 – 4       | Luqa                    |
| Ta' Xbiex          | 2 - 1       | Munxar Falcons          |
| Marsaskala         | 3 - 0       | Victoria Hotspurs       |
| Attard             | 1 – 3       | Sirens                  |
| Nadur Youngsters   | 8 - 1       | Għarb Rangers           |
| Xagħra Utd         | 2 - 0       | Oratory Youths          |

## Secondo turno
Le partite si sono giocate tra il 19 e il 21 ottobre 2012.
| Squadra 1          | Risultato         | Squadra 2               |
| ------------------ | ----------------- | ----------------------- |
| Mqabba             | 3 – 0             | Kirkop United           |
| Lija Athletic      | 3 – 1             | Siggiewi                |
| Gudja Utd          | 6 - 0             | Ta' Xbiex               |
| Żurrieq            | 4 - 0             | Fgura Utd               |
| Marsaskala         | 3 - 1             | Luqa                    |
| Vittoriosa Stars   | 1 - 2 (dts)       | Msida Saint-Joseph      |
| Żebbuġ Rangers     | 3 - 0             | Mellieħa                |
| St. Andrews        | 2 - 0             | Birzebbuga St. Peters   |
| Sirens             | 0 – 1             | Gżira Utd               |
| Żejtun Corinthians | 3 – 1             | San Ġwann               |
| Marsa              | 1 – 1 (7 - 8 dtr) | Żabbar St. Patrick      |
| Senglea Athletic   | 1 – 1 (5 - 4 dtr) | Kerċem Ajax             |
| Dingli Swallows    | 1 - 4             | Naxxar Lions            |
| Mġarr              | 1 – 2             | S.K. Victoria Wanderers |
| Nadur Youngsters   | 1 - 0             | Marsaxlokk              |
| Swieqi Utd         | 1 - 6             | Sannat Lions            |
| Għargħur           | 4 – 1             | Mtarfa                  |
| Santa Venera       | 3 – 2             | Xagħra Utd              |
| St. George's       | 0 – 1             | Pietà Hotspurs          |
| Pembroke Athleta   | 3 – 2             | ' Xewkija Tigers        |

## Terzo turno
Le partite si sono giocate tra il 30 novembre e il 2 dicembre 2012.
| Squadra 1          | Risultato         | Squadra 2               |
| ------------------ | ----------------- | ----------------------- |
| Birkirkara         | 1 – 0             | Tarxien Rainbows        |
| Melita             | 0 - 2             | Floriana                |
| Gżira Utd          | 1 – 0             | S.K. Victoria Wanderers |
| Naxxar Lions       | 3 – 4 (dts)       | Balzan                  |
| Sliema Wanderers   | 1 – 1 (6 - 7 dtr) | Żebbuġ Rangers          |
| Marsaskala         | 3 - 1             | Santa Venera            |
| Ħamrun Spartans    | 1 – 3             | Valletta                |
| Pietà Hotspurs     | 0 – 1             | Rabat Ajax              |
| Żabbar St. Patrick | 1 - 2             | Sannat Lions            |
| Gudja Utd          | 2 - 0             | Senglea Athletic        |
| Żurrieq            | 1 - 2             | Mqabba                  |
| Żejtun Corinthians | 1 – 3             | Nadur Youngsters        |
| Msida Saint-Joseph | 0 – 2             | St. Andrews             |
| Qormi              | 5 - 2 (dts)       | Pembroke Athleta        |
| Lija Athletic      | 2 - 1             | Għargħur                |
| Hibernians         | 2 – 1             | Mosta                   |

## Quarto turno
Le partite si sono giocate tra il 18 e il 23 gennaio 2013.
| Squadra 1     | Risultato   | Squadra 2        |
| ------------- | ----------- | ---------------- |
| Balzan        | 3 – 2 (dts) | Gżira Utd        |
| Valletta      | 2 - 0       | Nadur Youngsters |
| Sannat Lions  | 0 – 5       | Rabat Ajax       |
| Marsaskala    | 0 – 3       | Żebbuġ Rangers   |
| St. Andrews   | 4 – 1 (dts) | Mqabba           |
| Gudja Utd     | 0 - 4       | Hibernians       |
| Lija Athletic | 1 – 0       | Floriana         |
| Qormi         | 2 – 1       | Birkirkara       |

## Quarti di finale
Le partite si sono giocate il 17 febbraio 2013.
| Squadra 1   | Risultato | Squadra 2      |
| ----------- | --------- | -------------- |
| Balzan      | 0 – 1     | Qormi          |
| St. Andrews | 0 – 1     | Lija Athletic  |
| Rabat Ajax  | 0 – 3     | Valletta       |
| Hibernians  | 3 – 0     | Żebbuġ Rangers |

## Semifinali
Le partite si sono giocate il 17 e il 18 maggio 2013.
| Squadra 1 | Risultato | Squadra 2     |
| --------- | --------- | ------------- |
| Qormi     | 1 – 0     | Lija Athletic |
| Valletta  | 2 – 3     | Hibernians    |

## Finale
| Arbitro: | Esther Azzopardi |

|             |           |                             |
| Perez 90+1’ | Marcatori | 53’, 67’ Tarabai 90+3’ Lima |